# Kati Kovalainen
Katariina „Kati“ Johanna Kovalainen (* 24. Januar 1975 in Leppävirta) ist eine ehemalige finnische Eishockeyspielerin, die über viele Jahre für Kalevan Pallo, Espoo Blues und Itä-Helsingin Kiekko (IHK) in der Naisten SM-sarja aktiv war. Mit der finnischen Frauen-Nationalmannschaft nahm sie an den Olympischen Winterspielen 2006 sowie an neun Welt- und zwei Europameisterschaften teil. Dabei gewann sie insgesamt acht Medaillen.

## Karriere
Kati Kovalainen begann ihre Karriere im Nachwuchsbereich bei Valtit Varkaus und Kiekkoseura Warkaus. Ab 1991 spielte sie bei Imatran Ketterä in der Naisten SM-sarja, der höchsten Fraueneishockey-Liga Finnlands. Zwischen 1993 und 1996 war sie dann für Kalevan Pallo in Kuopio aktiv, ehe sie zu den Keravan Shakers wechselte. Mit den Shakers wurde sie 1997 finnischer Vizemeister.
Ab 1998 spielte sie in Espoo für das Frauenteam der Espoo Blues und gewann mit diesem 1998 und 1999 zwei Mal in Folge die finnische Meisterschaft. Parallel zum Spielbetrieb in der SM-sarja erlernte Kovalainen den Beruf der Krankenschwester und übte diesen über ihre Eishockeykarriere hinaus aus. Nach den zwei Meistertiteln mit den Blues wechselte Kovalainen zu Itä-Helsingin Kiekko (IHK Helsinki). 2002 erreichte sie mit IHK erneut die Vizemeisterschaft. In der Zeit bei IHK wurde sie zweimal in das All-Star-Team der SM-sarja gewählt und einmal (2005) als Beste Verteidigerin ausgezeichnet.
Während der Spielzeiten 2007/08 und 2008/09 spielte sie zusammen mit anderen finnischen Spielerinnen (wie Emma Laaksonen und Karoliina Rantamäki) für SKIF Nischni Nowgorod in der russischen Frauenliga und gewann mit SKIF 2008 die russische Meisterschaft sowie 2009 den Gewinn des IIHF European Women Champions Cup. Nach diesem Erfolg kehrte sie nach Finnland zurück und absolvierte eine letzte Saison für Hämeenlinnan Pallokerho (HPK) in der SM-sarja, wobei sie noch einmal in das All-Star-Team der Liga gewählt wurde. Zudem nahm sie im Rahmen der Olympiavorbereitung mit der Nationalmannschaft zeitweise am Spielbetrieb der Junior-C-SM-sarja teil, erhielt aber letztlich keinen Platz im Olympiakader und beendete ihre Karriere.

### International
Kati Kovalainen gehörte zwischen 1995 und 2009 zum Kader der finnischen Nationalmannschaft. 1995 wurde sie für die Europameisterschaft nominiert und gewann mit dem Nationalteam die Goldmedaille. Ein Jahr später, bei der Europameisterschaft 1996, gewann sie die Bronzemedaille. 1997 lief sie erstmals bei einer Weltmeisterschaft auf und gewann mit der finnischen Frauenauswahl die Bronzemedaille. Bei den Welttitelkämpfen 1999, 2000, 2004, 2008 und 2009 folgten weitere Bronzemedaillengewinne. 2006, bei den Olympischen Winterspielen in Turin, belegte das finnische Nationalteam den vierten Platz.
Insgesamt absolvierte sie bis 2008 mindestens 182 Länderspiele für Finnland, in denen sie 35 Tore erzielte und 37 weitere vorbereitete.

## Erfolge und Auszeichnungen

### Klub-Wettbewerbe
- 1997 Finnischer Vizemeister mit den Keravan Shakers[1]
- 1999 Finnischer Meister mit den Espoo Blues
- 2000 Finnischer Meister mit den Espoo Blues
- 2000 Playoff-MVP der SM-sarja (Karoliina Rantamäki Award)
- 2002 Finnischer Vizemeister mit IHK Helsinki
- 2005 All-Star Team der SM-sarja
- 2005 Beste Verteidigerin der SM-sarja
- 2007 All-Star Team der SM-sarja
- 2008 Russischer Meister mit SKIF Nischni Nowgorod
- 2009 Gewinn des IIHF European Women Champions Cup mit SKIF Nischni Nowgorod
- 2009 Russischer Vizemeister mit SKIF Nischni Nowgorod
- 2010 All-Star Team der SM-sarja

### International
- 1995 Goldmedaille bei der Europameisterschaft
- 1996 Bronzemedaille bei der Europameisterschaft
- 1997 Bronzemedaille bei der Weltmeisterschaft
- 1999 Bronzemedaille bei der Weltmeisterschaft
- 2000 Bronzemedaille bei der Weltmeisterschaft
- 2004 Bronzemedaille bei der Weltmeisterschaft
- 2008 Bronzemedaille bei der Weltmeisterschaft
- 2009 Bronzemedaille bei der Weltmeisterschaft

## Karrierestatistik
(Legende zur Spielerstatistik: Sp oder GP = absolvierte Spiele; T oder G = erzielte Tore; V oder A = erzielte Assists; Pkt oder Pts = erzielte Scorerpunkte; SM oder PIM = erhaltene Strafminuten; +/− = Plus/Minus-Bilanz; PP = erzielte Überzahltore; SH = erzielte Unterzahltore; GW = erzielte Siegtore; 1 Play-downs/Relegation; Kursiv: Statistik nicht vollständig)